# JEWELRY ANGEL
「JEWELRY ANGEL」（ジュエリー･エンジェル）は1993年1月25日にリリースされたaccessの2ndシングル。発売元はファンハウス。

## 概要
累計売上は14.6万枚を記録。収録曲のリメイク版が4thアルバム『CROSSBRIDGE』に、それぞれ「JEWELRY ANGEL 2002 -Platonic Eye-」「AGAINST THE RULES 2002 -AA trance-」として収録されているほか、カップリング曲のライブアレンジ版が「AGAINST THE RULES (DANCE MIX) 」として23rdシングル「JOY TRAIN」に収録されている。 C/Wに前作「Virgin Emotion」のInstrumentalバージョンが収録されている。以降、11thシングル「TEAR'S LIBERATION」（～95年の活動休止前）まで『前作のインスト曲』は慣例となり、活動再開後からは24thシングル『Vertical Innocence』以降このスタイルに戻っている。

## 収録曲
1. JEWELRY ANGEL
  - 作詞：貴水博之　作曲/編曲：浅倉大介
  - 浅倉は「まだまだやりたいことがある」「加速していくaccess」をテーマにした[3]。
  - 貴水は「一目惚れ」をテーマに歌詞を書いた[3]。
2. AGAINST THE RULES
  - 作詞：貴水博之　作曲/編曲：浅倉大介
  - 浅倉は「B面だから違ったことをやってみる」「音もルールもなくして遊んでみよう」と思いながら作曲した[3]。
  - 貴水は「日々の暮らしの息抜きをしよう」というテーマの歌詞を書いた[3]。
3. Virgin Emotion (Instrumental Mix)
  - 作詞：貴水博之　作曲/編曲：浅倉大介